# Nick Cvjetkovich
Nick Cvjetkovich (nascido em 29 de Agosto de 1973) é um lutador de wrestling profissional canadense de descendências sérvia e inglesa, mais conhecido pelos seus ring names The Original Sinn e SiNN. Cvjetkovich trabalhou em 2008-2009 para a WWE, na brand SmackDown como Kizarny. Ele é amigo de infancia de Edge e Christian

## Carreira no wrestling
- Treinamento (2000-2001)
- Circuitos independentes (2001-2007)
- Total Nonstop Action Wrestling (2003-2004)
- Florida Championship Wrestling (2007)
- WWE (2008-2009)

## Títulos

### Karatê
- Faixa preta

### Wrestling profissional
- All Canadian Wrestling
  - ACW Heavyweight Championship (1 vez)
- Universal Wrestling Association (Ottawa)
  - UWA Heavyweight Championship (1 vez)